# ガイ・ウィリアムズ (視覚効果)
ガイ・ウィリアムズ（Guy Williams）は、アメリカ合衆国の視覚効果スーパーバイザーである。

## 来歴
ミシシッピ州グリーンウッドに生まれ、1994年にミシシッピ州立大学を卒業する。1993年より視覚効果の仕事を始め、1999年にニュージーランドに渡ってWETAデジタルに加わり、『ロード・オブ・ザ・リング』シリーズなどに参加する。
アカデミー賞視覚効果賞には『アベンジャーズ』（2012年）、『アイアンマン3』（2013年）、『ガーディアンズ・オブ・ギャラクシー:リミックス』（2017年）、『ガーディアンズ・オブ・ギャラクシー:VOLUME 3』（2023年）で4度ノミネートされている。

## 受賞とノミネート
| 賞               | 年   | 部門           | 作品名                                        | 結果       |
| ---------------- | ---- | -------------- | --------------------------------------------- | ---------- |
| アカデミー賞     | 2012 | 視覚効果賞     | アベンジャーズ                                | ノミネート |
| アカデミー賞     | 2013 | 視覚効果賞     | アイアンマン3                                 | ノミネート |
| アカデミー賞     | 2017 | 視覚効果賞     | ガーディアンズ・オブ・ギャラクシー:リミックス | ノミネート |
| アカデミー賞     | 2023 | 視覚効果賞     | ガーディアンズ・オブ・ギャラクシー:VOLUME 3   | ノミネート |
| 英国アカデミー賞 | 2012 | 特殊視覚効果賞 | アベンジャーズ                                | ノミネート |
| 英国アカデミー賞 | 2013 | 特殊視覚効果賞 | アイアンマン3                                 | ノミネート |
| 英国アカデミー賞 | 2023 | 特殊視覚効果賞 | ガーディアンズ・オブ・ギャラクシー:VOLUME 3   | ノミネート |